# Friedrich Vogel (Politiker, 1929)

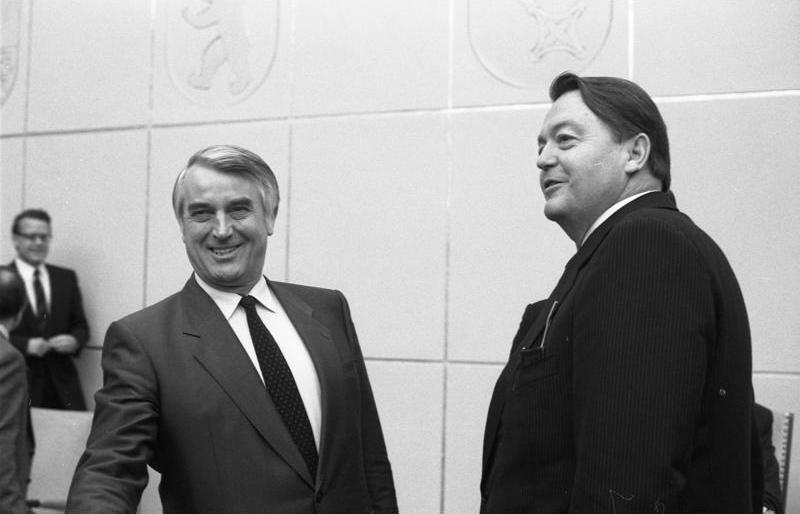
Vogel (links) mit Holger Börner, 1986

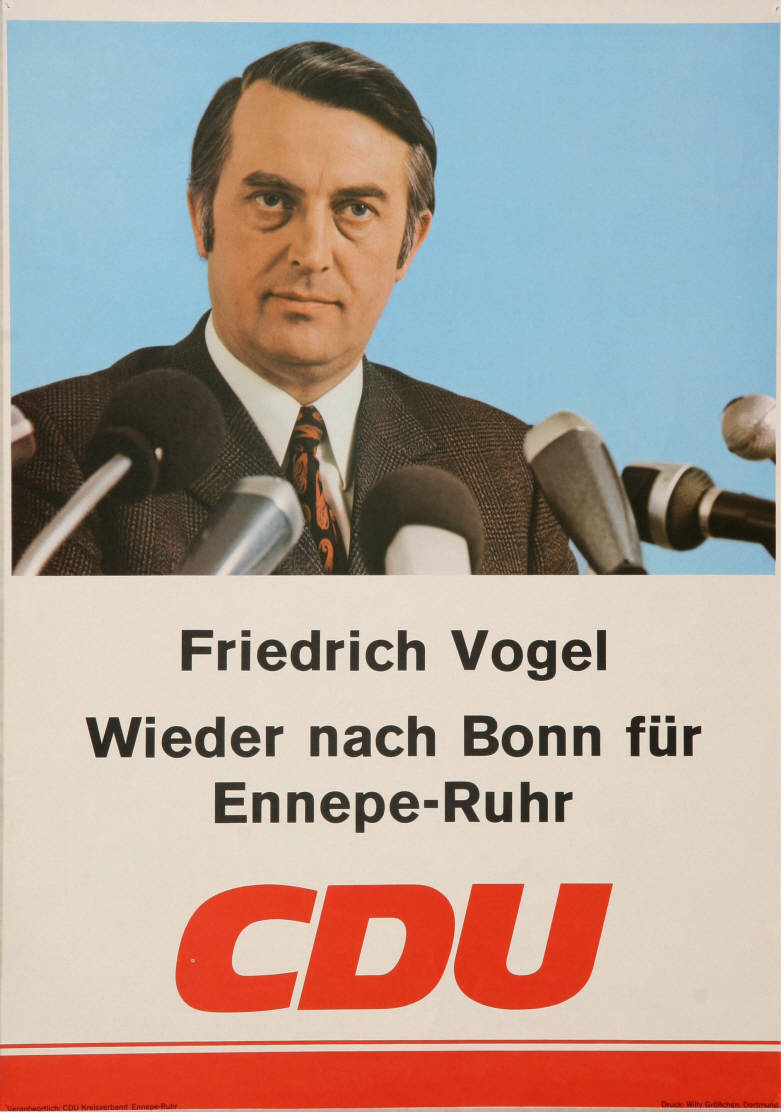
Friedrich Vogel auf einem Plakat zur Bundestagswahl 1972

Friedrich Vogel (* 2. Juni 1929 in Hahnenknoop, heute zu Loxstedt; † 9. Dezember 2005 in Warendorf) war ein deutscher Politiker (CDU).
Er war 1966 Justizminister des Landes Nordrhein-Westfalen und von 1982 bis 1987 Staatsminister beim Bundeskanzler.

## Ausbildung und Beruf
Nach Kriegsdienst und dem Abitur 1949 am Gymnasium Laurentianum in Warendorf absolvierte Vogel ein Studium der Rechts- und Staatswissenschaften an der Universität Münster, das er 1952 mit dem ersten juristischen Staatsexamen beendete; 1956 bestand er das zweite juristische Staatsexamen.
Seit 1977 war er als Rechtsanwalt und seit 1980 auch als Notar in Warendorf tätig.

## Familie
Friedrich Vogel war verheiratet und hatte fünf Kinder.

## Partei
Nachdem Vogel schon 1952 in die Junge Union eingetreten war, wurde er 1953 auch Mitglied der CDU. Von 1963 bis 1967 war er stellvertretender Bundesvorsitzender der Jungen Union und von 1970 bis 1986 Vorsitzender des Bundesarbeitskreises Christlich-Demokratischer Juristen (BACDJ) und zeitweise stellvertretender Vorsitzender des Evangelischen Arbeitskreises der CDU/CSU.

## Abgeordneter
Vogel war erstmals von 1965 bis zu seinem Ausscheiden am 6. Oktober 1966 Mitglied des Deutschen Bundestages.
Von 1969 bis 1994 gehörte er dann erneut dem Bundestag an. Von 1971 bis 1977 leitete er den innen- und rechtspolitischen Arbeitskreis der CDU/CSU-Fraktion. Von 1977 bis 1982 war Vogel Vorsitzender des Vermittlungsausschusses. In der 12. Wahlperiode war Vogel Vorsitzender des 1. Untersuchungsausschusses (Untersuchungsausschuss Kommerzielle Koordinierung, KoKo). Zudem leitete er als Vorsitzender den Untersuchungsausschusses für Menschenrechte und Humanitäre Hilfe, der sich am 22. Februar 1988 im Rahmen einer öffentlichen Anhörung mit der Colonia Dignidad beschäftigte, bei der auch deren Arzt Hartmut Hopp als Zeuge aussagte.
Friedrich Vogel ist stets über die Landesliste Nordrhein-Westfalen in den Bundestag eingezogen; er kandidierte im Ennepe-Ruhr-Kreis.

## Öffentliche Ämter
Am 5. Oktober 1966 wurde Vogel als Justizminister in die von Ministerpräsident Franz Meyers geführte Landesregierung von Nordrhein-Westfalen berufen. Nachdem es aber zum Bruch der Koalition mit der FDP gekommen und Heinz Kühn (SPD) mit den Stimmen der FDP zum neuen Ministerpräsidenten gewählt worden war, schied Vogel nach nur zwei Monaten im Amt am 8. Dezember 1966 aus der Landesregierung wieder aus.
Nach der Wahl von Helmut Kohl zum Bundeskanzler wurde der Staatsminister Vogel am 4. Oktober 1982 zum Parlamentarischen Staatssekretär beim Bundeskanzleramt und Wolfgang Schäuble ernannt. Nach der Bundestagswahl 1987 schied er am 12. März 1987 aus dem Amt.